# SN 2009no
SN 2009no – supernowa typu Ia odkryta 27 grudnia 2009 roku w galaktyce A125154+2604. W momencie odkrycia miała maksymalną jasność 17,30m.